# Битва при Уэно

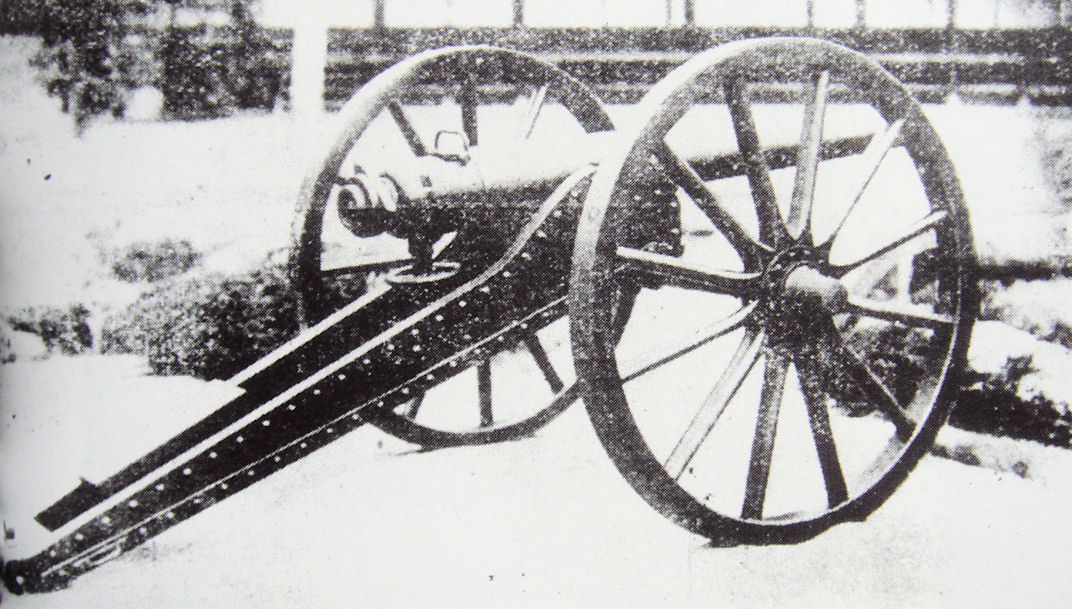
Пушка Армстронга, используемый войсками княжества Сага в битве при Уэно против отрядов сёгуната.

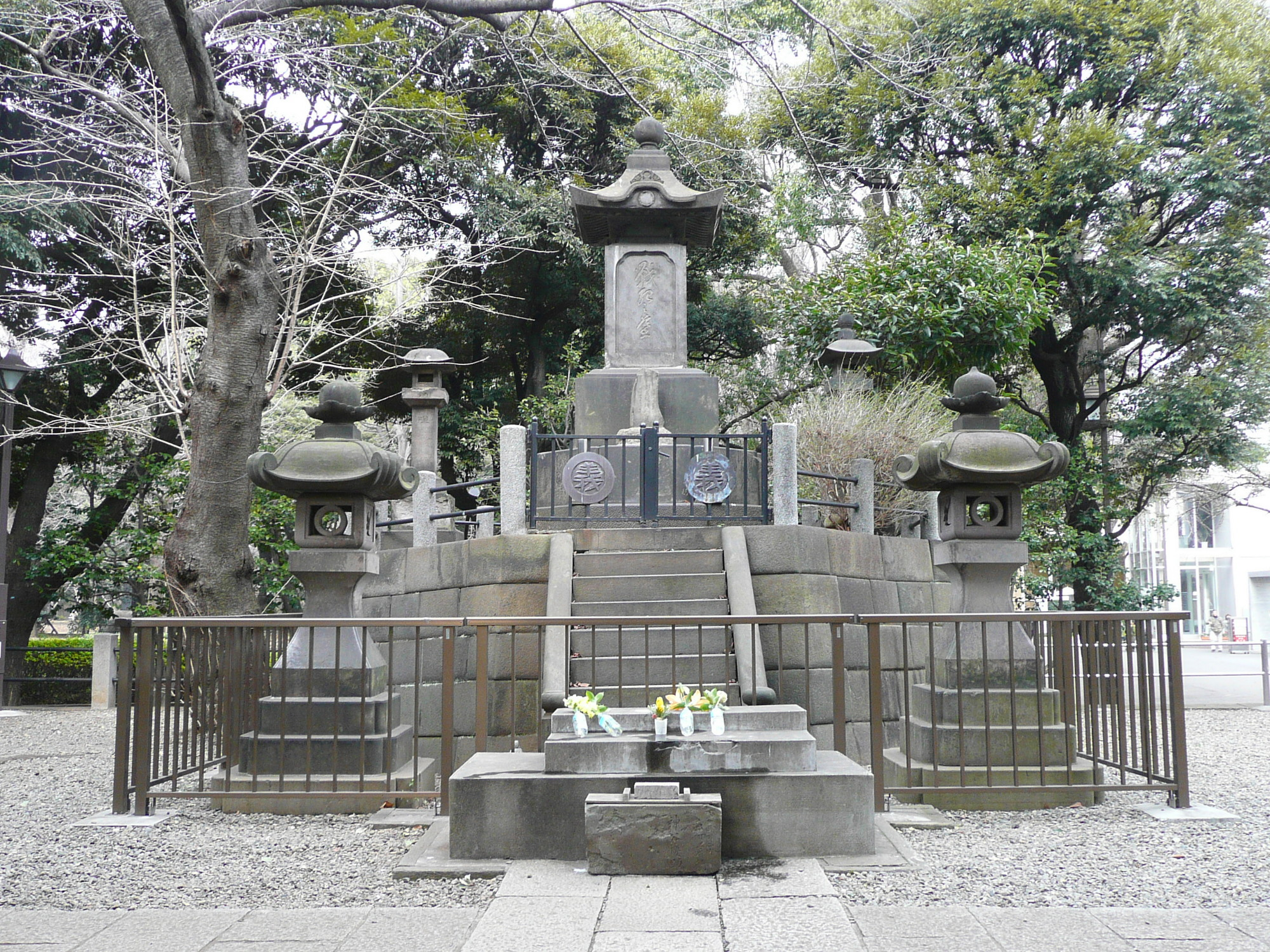
Похоронный памятник Сёгитаю в парке Уэно

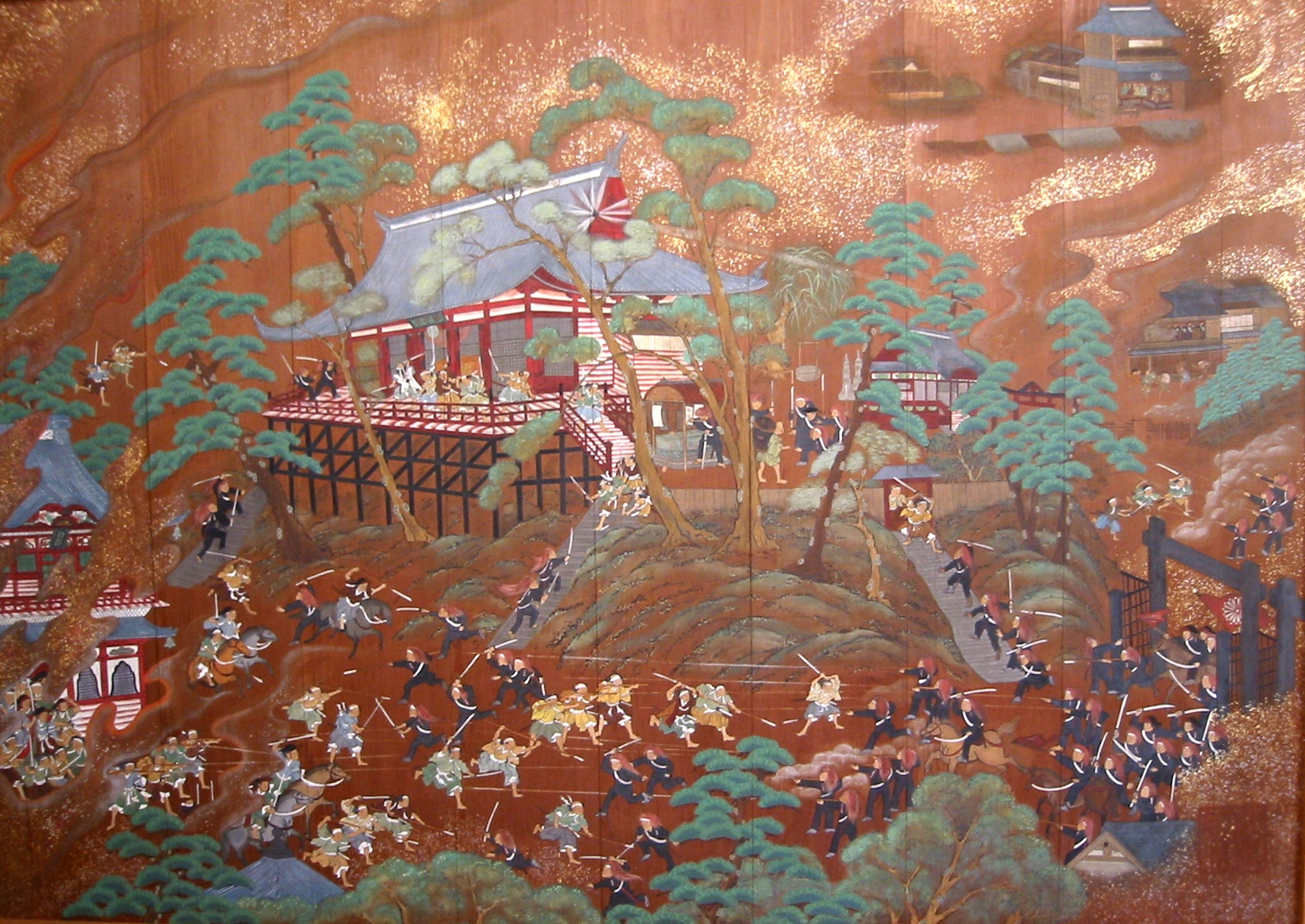
Изображение битвы при Уэно в храме Канэй-дзи.

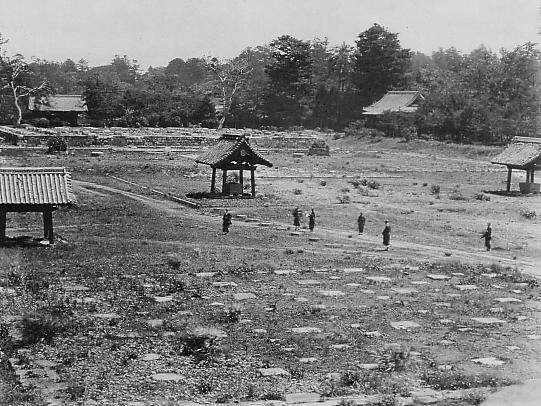
Разрушение Уэно после битвы, фотография 1868 г.

Би́тва при Уэ́но (яп. 上野戦争, уэно сэнсо:) — битва войны Босин, произошедшая 4 июля 1868 года между войсками сёгитая под предводительством Сибусавы Сейитиро и Амано Хатиро и императорской армией.

## Предыстория
Хотя элитное самурайское формирование сёгитай в основном состояло из бывших вассалов клана Токугава и жителей окрестных провинций, некоторые владения поддерживали сёгитай, например, Такада-хан (провинция Этиго, 150 000 коку), Обама-хан (провинция Вакаса, 103 000 коку), Такасаки-хан (провинция Козукэ, 52 000 коку) и Юки-хан (провинция Симоса, 18 000 коку).
Перед ними стояли объединенные силы княжеств Тёсю, Омура, Садовара, Хидзэн, Тикуго, Овари, Бидзэн, Цу, Инаба и Хиго под общим командованием Омуры Масудзиро из Тёсю.
Сибусава и Амано первоначально отправили отряд сёгитай численностью 2000 человек в Уэно для защиты Токугавы Ёсинобу, который в то время находился в добровольном заточении в храме Уэно Канэй-дзи, а также принца Риннодзи-но Мия Ёсихиса, который был настоятелем храма, и должен был стать новым династическим лидером сопротивления Токугава как «Император Тобу».
Со своей базы сёгитай преследовали имперские войска, создавая проблемы в Эдо, тем самым вынуждая имперскую сторону, хотя и превосходящую численностью, принять меры.

## Битва
Сёгитай заняли позиции вокруг Канэй-дзи (寛永寺; важный семейный храм Токугава) и близлежащего храма Нэдзу (根津神社). Когда началось сражение, силы княжества Сацума, возглавляемые Сайго Такамори, атаковали лоб в лоб у ворот, но были остановлены превосходящими по численности силами сёгитай. Силы Сацума понесли тяжелые потери, пока силам Тёсю не удалось нанести вторую атаку с тыла, которая разблокировала тактический тупик. В то время как сёгитай оказывали упорное сопротивление, войска Тоса также использовали пушки Армстронга и снайдеровские орудия.орудий с разрушительным эффектом, что положило конец последнему очагу сопротивления в Эдо.
«С нашими обширными приготовлениями мы быстро расправились с [врагом], и это исключительное и чрезвычайное удовольствие».
Saigō Takamori
Риннодзи-но Мия сбежал, добрался до военного корабля Эномото Такеаки Чогей-Мару и был высажен дальше на север, на побережье Тихого океана. Говорят, что Харада Саносукэ из Синсэнгуми присоединился к сёгитай и умер вскоре после этой битвы. Около 300 самураев из сёгитай погибли в бою, и тысячи домов были сожжены в качестве побочного ущерба.